# 720
720是719与721之间的自然数。
- 合數，正因數有1、2、3、4、5、6、8、9、10、12、15、16、18、20、24、30、36、40、45、48、60、72、80、90、120、144、180、240、360和720。
質因數分解為{\displaystyle 2^{4}\times 3^{2}\times 5}。
- 過剩數，真因數和為1698，盈度為978。
  - 半完全數，和為本身的其中一組因數為1、 2、 3、 4、 5、 8、 9、 10、 12、 15、 16、 18、 20、 24、 30、 36、 40、 45、 60、 72、 80、 90、 120。
- 第14個高合成數。前一個為360、下一個為840。
- 6的階乘。前一個為120、下一個為5040。
- 十进制的哈沙德數。
- 十进制的奢侈數。

720是6!（6的階乘），是有30個因數的合數，因數個數比所有較小的數字都多，因此是高合成數。從二進制到十進制之間的所有進制，720都是哈沙德數。
720可以用二種不同方式表示為連續數字的乘積：720 = 1 × 2 × 3 × 4 × 5 × 6 = 6! 以及720 = 8 × 9 × 10 
。
方程式φ(x) = 720的解有49個，也比所有較小的數字都多，因此720是高歐拉商數。
720是241邊形數。